# Lijst van rijksmonumenten in Babberich
De plaats Babberich telt 9 inschrijvingen in het rijksmonumentenregister. Hieronder een overzicht.
| Object | Oorspronkelijke functie?  | Bouwjaar               | Architect | Locatie           | Coördinaten?                 | Nr.?   | Afbeelding                                                      |
| --- | ------------------------- | ---------------------- | --------- | ----------------- | ---------------------------- | ------ | --------------------------------------------------------------- |
| Havezate Camphuysen | Kasteel, buitenplaats     | 14e eeuw?              |           | Babberichseweg 86 | 51° 54' 28" NB, 6° 6' 15" OL | 40415  | Meer afbeeldingen                                               |
| Boerderij met T-vormige plattegrond. Het woongedeelte draagt een rieten schilddak en heeft vensters met luiken en achtruitsschuiframen; de stal heeft een met riet en pannen gedekt wolfdak. | Woonhuis                  | midden van de 19e eeuw |           | Beekseweg 40      | 51° 54' 19" NB, 6° 8' 32" OL | 40433  | Meer afbeeldingen                                               |
| Hoofdgebouw van de buitenplaats "Babberich" | Kasteel, buitenplaats     | 1786                   |           | Beekseweg 2       | 51° 54' 13" NB, 6° 7' 20" OL | 519886 | Hoofdgebouw van de buitenplaats "Babberich"                     |
| Historische tuin- en parkaanleg van de buitenplaats "Babberich" | Tuin, park en plantsoen   | 19e eeuw               |           | Beekseweg bij 2   | 51° 54' 13" NB, 6° 7' 29" OL | 519887 | Historische tuin- en parkaanleg van de buitenplaats "Babberich" |
| Dienstvleugel van de buitenplaats "Babberich" | Bijgebouwen kastelen enz. | 19e eeuw               |           | Beekseweg bij 2   | 51° 54' 13" NB, 6° 7' 22" OL | 519901 | Dienstvleugel van de buitenplaats "Babberich"                   |
| Boerderij "Frans Joseph-hoeve", onderdeel van de buitenplaats "Babberich" | Bijgebouwen kastelen enz. | 1872/1873              |           | Beekseweg bij 2   | 51° 54' 15" NB, 6° 7' 27" OL | 519923 | Upload foto                                                     |
| Tuinmanswoning "Lotjeshoeve" met schuurtje, onderdeel van de buitenplaats "Babberich" | Bijgebouwen kastelen enz. | derde kwart 19e eeuw   |           | Beekseweg bij 2   | 51° 54' 12" NB, 6° 7' 29" OL | 519938 | Upload foto                                                     |
| Duiventoren, onderdeel van de buitenplaats "Babberich" | Tuin, park en plantsoen   | midden 19e eeuw        |           | Beekseweg bij 2   | 51° 54' 13" NB, 6° 7' 17" OL | 519939 | Duiventoren, onderdeel van de buitenplaats "Babberich"          |
| Begraafplaats voor de familie De Nerée, onderdeel van de buitenplaats "Babberich" | Tuin, park en plantsoen   | eerste kwart 20e eeuw  |           | Beekseweg bij 2   | 51° 54' 16" NB, 6° 7' 36" OL | 519940 | Meer afbeeldingen                                               |